# Sorocea trophoides
Sorocea trophoides är en mullbärsväxtart. Sorocea trophoides ingår i släktet Sorocea och familjen mullbärsväxter.

## Underarter
Arten delas in i följande underarter:
- S. t. rhodorachis
- S. t. trophoides